# Manon Lescaut
Manon Lescaut é uma ópera em quatro atos de Giacomo Puccini, com libreto em italiano baseado na novela do Abade Prévost, L'Histoire du Chevalier des Grieux et de Manon Lescaut (1731). Estreou em 1 de fevereiro de 1893, no Teatro Regio de Turim.

## Personagens
| Manon Lescaut                                              | soprano       |
| Sargento Lescaut (irmão de Manon)                          | barítono      |
| O Cavalheiro des Grieux (amante de Manon)                  | tenor         |
| Geronte de Ravoir (Tesoureiro Real, outro amante de Manon) | baixo         |
| Edmondo (um estudante, amigo de Des Grieux)                | tenor         |
| Um hoteleiro                                               | baixo         |
| Uma cantora                                                | mezzo-soprano |
| Um professor de Dança                                      | tenor         |
| Um acendedor de lampiões                                   | tenor         |
| Sargento da Artilharia Real                                | baixo         |
| O Comandante do Navio                                      | baixo         |

## Sinopse

### Ato I
Um pequeno hotel à beira da estrada em Amiens, na França.
À porta da hospedaria há um belo jardim com mesas ao ar livre, onde os viajantes bebem cerveja, jogam cartas, conversam. Edmondo, um jovem estudante, recita uns versinhos burlescos e picantes para umas jovens donzelas, quando chega seu amigo Des Grieux, que parece um pouco sério e preocupado. Edmondo lhe pergunta se ele está apaixonado. Des Grieux responde ao amigo que o amor é uma espécie de comédia ou tragédia na qual ele não está nem um pouco interessado.
Chega um coche de Arras, do qual descem vários passageiros, entre os quais uma jovem de rara beleza, que imediatamente chama a atenção de Des Grieux; junto com ela estão seu irmão, Lescaut, sargento da guarda real, e um senhor que eles conheceram durante a viagem, chamado Geronte. O jovem e o velho entram na hospedaria e conversam com o dono; enquanto isso, a jovem senta-se sozinha num dos bancos do jardim, com uma pequena bagagem de mão e um olhar triste mas doce. Des Grieux não resiste à tentação, aproxima-se da jovem e pergunta como ela se  chama. "Chamo-me Manon Lescaut," diz ela, e explica que vai dormir naquele hotel  só por uma noite, e partirá na manhã seguinte para um convento. É desejo do pai que ela seja uma freira. A curta conversa dos dois, contudo, mostra claramente que este não é o desejo da jovem. Ouve-se a voz do irmão chamando Manon de dentro da hospedaria. "Ver-nos-emos mais tarde?" pergunta Des Grieux. Ela responde que sim. "Eu nunca vi uma mulher como esta," exclama ele numa ária, Donna non vidi mai simile a questa que exprime a paixão por Manon que acaba de despertar nele. Des Grieux concebe um plano: raptar Manon e levá-la para Paris. Só que o velho lúbrico, Geronte, teve a mesma ideia. Lá dentro da hospedaria, ele oferece uma boa soma em dinheiro ao dono da mesma para que prepare uma carruagem dentro de uma hora, pronta a partir voando para Paris. Edmondo, que entreouviu a conversa de Geronte com o dono da hospedaria, vem correndo avisar Des Grieux. Chega Manon, como prometeu, e Des Grieux e Edmondo contam a ela que o velho pretende raptá-la. Des Grieux convence Manon a fugir com ele. Eles fogem na mesma carruagem que Geronte havia ordenado. Quando Geronte percebe que lhe passaram a perna, fica enfurecido, mas Lescaut o consola. Afinal, diz ele, bolsa de estudante logo fica vazia. Os dois seguem para Paris.

### Ato II
O palacete de Geronte em Paris
Assim como Lescaut previra, o caso de amor entre Manon e Des Grieux não durou muito tempo. Assim que as condições materiais de subsistência do jovem casal desceram ao nível do proletariado, não foi difícil convencê-la a instalar-se na mansão do velho indecente. Nós a vemos cercada de luxo, com cabeleireiros, costureiros, peruqueiros, e um batalhão de criados satisfazendo seus mais ínfimos caprichos - chegou a hora dos minuetos e pó-de-arroz, dos quais Puccini havia acusado Massenet - talvez inescapáveis, em se tratando da Manon. Chega seu irmão Lescaut. Numa ária, In quelle trine morbide, ela exprime seu enfado com aquela vida vazia. Lescaut conta que seu amigo Des Grieux não para de importuná-lo: onde está Manon? Onde vive? Com quem fugiu? Lescaut vai buscar Des Grieux, que entra pela janela. Nem é necessário dizer que, quando eles estão no auge dos amassos amorosos, Geronte entra no quarto, arregala os olhos, abre bem a boca, põe a mão na cara num gesto de estupefação, e se retira do quarto. Manon e Des Grieux pretendem fugir; Manon enche a bolsa de joias roubadas que ela pretende levar consigo. Geronte chamou a polícia; a casa está cercada. Policiais entram no quarto. A bolsa cai da mão de Manon e se espatifa no chão, esparramando todas as jias. Manon é presa.

### Ato III
O porto francês de Le Havre
Manon é processada por prostituição, e agora deve enfrentar o destino de todas as prostitutas: deportação para a América. O comandante do navio vai lendo um por um os nomes de todas as prostitutas "convidadas" a subir a bordo do navio para a deportação: Rosetta… Madelon… Claretta… Ninon… Violetta… Manon! Ao ouvir o nome de sua bem-amada, Des Grieux cai aos pés do comandante do navio e, chorando, canta para ele uma ária de tenor, suplicando a ele que o deixe embarcar como descascador de batatas. "Vai, meu rapaz! Vai povoar a América" diz o comandante.

### Ato IV
Um deserto na Luisiana, perto de Nova Orleans
Numa região constantemente devastada por furacões e inundações, Manon e Des Grieux fogem de Nova Orleans, em busca de água e comida. Eles cantam um longo dueto de amor. Des Grieux se afasta um pouco para ver se avista alguma caravana ou algo parecido. É então que Manon canta sua famosa ária, Sola, perduta, abbandonata, um verdadeiro teste para as habilidades dramáticas e musicais das melhores sopranos. Parece que o pior pesadelo de Manon tornou-se realidade: ela vai morrer sozinha, abandonada por todos. Des Grieux retorna, e Manon morre feliz nos braços dele. A cortina cai.
Com o passar dos anos, Puccini comporia outras obras musicais que caíram mais no gosto do público. No entanto, Manon Lescaut foi, provavelmente, a ópera que projetou Puccini à fama e, a partir daí, muitos italianos passaram a considerá-lo como sucessor de Verdi. É uma partitura extremamente rica e complexa. Este último ato, por exemplo, não tem atrativo cênico algum. O cenário é um deserto, não há qualquer movimentação ou elemento visual que nos possa distrair. A atenção fica toda concentrada na música de Puccini.

## Gravações Recoomendadas
- Manon Lescaut - Mirella Freni
- Des Grieux - Plácido Domingo
- Geronte di Ravoir - Kurt Rydl
- Sargento Lescaut - Renato Bruson
- Edmondo - Robert Gambill
- Philharmonia Orchestra, Chorus of the Royal Opera House, Covent Garden, maestro: Giuseppe Sinopoli
- Manon Lescaut - Montserrat Caballé
- Des Grieux - Plácido Domingo
- Geronte di Ravoir - Noël Mangin
- Sargento Lescaut - Vicente Sardinero
- Edmondo - Robert Tear
- New Philharmonia Orchestra, Ambrosian Opera Chorus, maestro: Bruno Bartoletti
- Manon Lescaut - Maria Callas
- Des Grieux - Giuseppe di Stefano
- Geronte di Ravoir - Franco Calabrese
- Sargento Lescaut - Giulio Fioravanti
- Edmondo - Dino Fornichini
- Coro e Orquestra do Scala de Milão, maestro: Tullio Serafin